# Тельгаза
Тельгаза — река в России, протекает в Шарлыкском районе Оренбургской области, Куюргазинском и Фёдоровском районахе Республики Башкортостан. Устье реки находится в 106 км по левому берегу реки Салмыш. Протекает через села Юлдашево, Парадеево, Богородское, Казанка Длина реки составляет 39 км. В 15 км от устья, по левому берегу реки впадает река Шарлай.

## Происхождение названия
Гидроним тюркского происхождения, в переводе означает — «Шальная река» (башкирское тиле — «дурной», «шальной», -газа соответствует слову угуз — «река», встречающемуся в древнетюркских памятниках). Так реку могли назвать за буйный характер во время половодья.

## Данные водного реестра
По данным государственного водного реестра России относится к Уральскому бассейновому округу, водохозяйственный участок реки — Сакмара от впадения реки Большой Ик и до устья, речной подбассейн реки — Подбассейн отсутствует. Речной бассейн реки — Урал (российская часть бассейна).
По данным геоинформационной системы водохозяйственного районирования территории РФ, подготовленной Федеральным агентством водных ресурсов:
- Код водного объекта в государственном водном реестре — 12010000712112200006756
- Код по гидрологической изученности (ГИ) — 112200675
- Код бассейна — 12.01.00.007
- Номер тома по ГИ — 12
- Выпуск по ГИ — 2